# Майли Стюарт
Ма́йли Стю́арт (англ. Miley Stewart) — персонаж и главная героиня сериала «Ханна Монтана». Её роль с премьеры (24 марта 2006 года) исполняет Майли Сайрус.
По сюжету сериала она живёт двойной жизнью. Днём в школе она обычная девушка Майли Стюарт, но вечером, втайне от знакомых, она превращается в мировую поп-звезду, именующую себя Ханна Монтана. О её секрете знают лишь её родственники, лучшие друзья Лилли Траскотт (Эмили Осмент) и Оливер Оукен (Митчел Муссо), телохранитель Рокси, бывший парень Джек Райан, мать Лилли, девушка Джексона Сиена, парень Джесси, а также шериф Диа́рия и его дочь, а позже узнаёт и весь мир, потому что она сняла парик. У неё также есть старший брат Джексон (Джейсон Эрлз), а роль её отца Робби Рэя Стюарта исполняет настоящий отец Майли Сайрус, Билли Рэй Сайрус. Также у Майли есть дядя — Бобби Рэй Стюарт, тётя — Долли, бабушка Рути и двоюродная сестра — Лу-Энн, мать Майли и Джексона умерла, но они часто вспоминают о ней.
Популярность этого персонажа привела к тому, что студия Диснея сняла по мотивам сериала фильм «Концертный тур Ханны Монтаны и Майли Сайрус». Фильм занял в США одно из первых мест по кассовым сборам за первый квартал 2008 г.
Также в 2009 году (10 апреля) на экраны вышел полнометражный фильм «Ханна Монтана: Кино». По сюжету отец увозит Майли в её родной город, расположенный в штате Теннесси, когда жизнь Ханны Монтаны начала брать верх над жизнью Майли. В Теннесси Майли встречает старого друга Трэвиса, с которым они дружили, когда ходили в первый класс. Они влюбляются друг в друга, но Ханна опять всё портит. В итоге Майли перед огромной толпой снимает парик и говорит всем правду о её двойной жизни, но жители Теннесси просят Майли оставаться Ханной — они пообещали сохранить её секрет.
К концу четвёртого сезона сериала «Ханна Монтана» Майли перед всем миром снимает парик, а затем даёт интервью, рассказывая всем правду о себе. Сериал заканчивается, когда Майли Стюарт решает ненадолго приостановить свою карьеру и поступает в колледж вместе со своей лучшей подругой Лилли.

## Создание
Изначально главную героиню хотели назвать Хлоя Стюарт, а альтер эго Алексис Техас. Сначала на пробы пришла Тейлор Момсен, но ей сразу отказали. Роль досталась Майли Сайрус. Продюсеры сериала решили назвать героиню Майли Стюарт (сохранив реальное имя актрисы), а альтер эго — Ханной Монтаной.
Майли Сайрус исполняла роль в сериале до лета 2010 года (то есть до конца съёмок). Когда съёмки завершились, девушка начала налаживать личную жизнь (отношения с Лиамом Хэмсвортом) и готовила релиз альбома «Can’t Be Tamed». Русскую озвучку актрисы взяла на себя Мария Иващенко. Когда Ханна появлялась в других сериалах, её озвучивала другая актриса. Сайрус начала сниматься в сериале, когда ей было 13 лет.